# Tony Dees
Anthony Michael „Tony” Dees (ur. 6 sierpnia 1963 w Pascagouli) – amerykański lekkoatleta, płotkarz.

## Sukcesy
- 1. miejsce w Finale Grand Prix IAAF (Barcelona 1991)
- srebrny medal Igrzysk olimpijskich (Barcelona 1992)
- brąz podczas Halowych Mistrzostw Świata w Lekkoatletyce (Toronto 1993)
- brązowy medal Halowych Mistrzostw Świata w Lekkoatletyce (Paryż 1997)

W 2001 Dees został dożywotnio zdyskwalifikowany, ponieważ trzy testy wykazały w jego organizmie obecność niedozwolonych substancji.

## Rekordy życiowe
- Bieg na 110 m przez płotki – 13,05 (1991) pierwszy wynik na listach światowych w 1991
- Bieg na 100 m – 10,15 (1991)
- Bieg na 50 m przez płotki – 6,37 (2000) 7. wynik w historii światowej lekkoatletyki
- Bieg na 55 m przez płotki – 6,98 (1990)
- Bieg na 60 m przez płotki – 7,37 (2000) 7. wynik w historii światowej lekkoatletyki